# 王柏融
王 柏融（ワン・ボーロン、1993年9月9日 - ）は、台湾（中華民国）・屏東県万丹郷出身のプロ野球選手（外野手・内野手）。右投左打。台鋼ホークス所属。
愛称は「大王（ダーワン）」。

## 経歴

### プロ入り前
台湾屏東県出身。王建民に憧れて野球を始め、中学生の時に左打ちに転向。穀保高級家事商業職業学校から、中国文化大学に進学。
小中学校、高校時代に台湾のプロ野球選手としては珍しく、チャイニーズタイペイ代表歴がほとんどない。王はコンプレックスのせいで野球をやめようとさえ考えていたという。
高校時代のコーチ・周宗志によると、高校時代に投手として王の球速は145km/h以上も記録したがバッティングの方がよりうまいので野手に専念させた。王は第二の王建民になる夢を断念したが、今でも外野手以外で一番やりたい守備位置は投手である。
中国文化大学在学中に守備の負担が軽くて打撃に専念しやすいという理由で、本人の意向によって三塁手から外野手にコンバートした。コーチの指導により流し打ちから引っ張り専門の打者になった。一生懸命に筋力トレーニングに励んだ王の体格は著しく成長し、高校通算本塁打0本の選手から台湾を代表する屈指のスラッガーへ化けた。
2014年9月に開催された仁川アジア競技大会の野球チャイニーズタイペイ代表選出された。同大会には外野手として出場し、六番・右翼手で全試合先発した王は4割を超える打率を記録して同大会の準優勝を勝ち取った。当時の監督の呂明賜は王の打撃、守備共に高く評価した。第1回21U野球ワールドカップのチャイニーズタイペイ代表にも選出された。同大会には外野手として出場し、四番打者として活躍していた。同大会で、強豪勢を下し優勝を勝ち取った。シンシナティ・レッズのスカウトの注目を集め、当時コーチだったトミー・クルーズはマイナー入りを期待していたが契約には及ばなかった。
2015年6月29日に行われた中華職業棒球大聯盟のドラフト会議において1巡目（全体4位）でLamigoモンキーズが指名。500万台湾元（+100万台湾元インセンティブボーナス）で契約。会議の最初（全体1位）に名前が読み上げられた元メジャー・林哲瑄に次いで指名されることが有力視されながら、統一ライオンズは王などの注目選手を指名せず、このことに統一ファンは大きくショックを受けた。Lamigo監督の洪一中も同様で、ドラフト会議にて王を指名できたことに驚愕したという。
7月に開催された光州夏季ユニバーシアードの野球チャイニーズタイペイ代表に選出された。同大会ではチームの勝利に貢献した王は、準決勝のチャイニーズタイペイ対韓国戦の勝利後、「私達の世代からは、今後も常に韓国に勝利していきたい」と力強く語った。なお決勝戦は雨天により中止となり、大会はチャイニーズタイペイ、日本両チームの優勝で幕を閉じた。

### Lamigo時代
2015年9月2日の義大ライノズ戦でプロデビュー。同試合の8回裏にプロ初安打を記録し、義大・アンドリュー・シスコのノーヒットノーランを阻止して試合のMVPに選ばれた。2日後の9月4日の統一ライオンズ戦でプロ初本塁打。その後も好調を維持し、シーズン打率は.324、本塁打9を記録。プレーオフの台湾シリーズでは打率.500、本塁打2、打点8の活躍でチームの台湾一に貢献し、シリーズ史上最多となる14安打を記録して優秀選手に選出された。

Lamigo時代

オフの9月30日に2015 WBSCプレミア12 チャイニーズタイペイ代表に選出された。プレミア12のオープニングラウンド・対カナダ戦では九番・右翼手で先発。五回には本塁打を記録した直後に豪快にバットを放り投げ、その姿はMLB.com内のコーナーCut4でも特集された。同大会でチャイニーズタイペイは1次ラウンドを突破できなかったものの、王は4割を超える打率を記録した。
2016年には、林智勝（FA権を行使してLamigoを退団し、中信兄弟に移籍した）の後継者としてメディアに大々的に取り上げられた。6月2日の統一戦にはミネソタ・ツインズのスカウトが王の視察に訪れたが、王はこのことを知らなかった。開幕前の期待に応えるようにブレイクした王は、シーズン打率.414、シーズン安打数200本のCPBLシーズン歴代記録を達成。最優秀選手、新人王に選出されたほか、打撃王、安打王、ゴールデングラブ賞、ベストテンなどのタイトルを獲得した。タイトル授賞式後のインタビューで「海外で羽ばたく夢は諦めません。機会さえあれば絶対に実現してみせます」と豪語した。オフに5年総額3180万台湾元で契約更改。
2017年開幕前にはLamigoモンキーズが2017 ワールド・ベースボール・クラシック(WBC)をボイコットしていたため、WBCには不参加となった。しかし、2月28日にCPBL代表（チャイニーズタイペイ代表と異なるメンバーで構成された）として2017 ワールド・ベースボール・クラシックに出場する日本代表の壮行試合に出場して「対戦してみたい」と語っていた則本昂大から本塁打を記録した。
シーズンでは5月9日の富邦ガーディアンズ戦には阪神タイガースのスカウトが王の視察に訪れ、5月13日の統一ライオンズ戦には埼玉西武ライオンズシニアディレクター兼編成部長の渡辺久信が視察に訪れ、5月18日の中信戦には再び多数のメジャーリーグのスカウトが訪れ、5月26日の同カードには読売ジャイアンツスカウトの大森剛らも視察に訪れるなど、海外挑戦も期待されていた。最終的に、リーグ史上唯一となる2度目の打率四割（当シーズンのリーグ平均打率.288）を達成し、リーグ史上2人目、台湾人選手としては初の三冠王と、最多安打で打撃4タイトルを獲得した。
オフの10月11日に2017 アジア プロ野球チャンピオンシップのチャイニーズタイペイ代表に選出された。侍ジャパン・トップチーム監督の稲葉篤紀はロッテとの練習試合では不振に陥った王への内角攻めを宣言し、当大会にて王の打率は四割未満の三割三分三厘に抑えられる結果となったが、ベストナインの外野手部門で選出された。
2018年シーズンオフにポスティングシステムを利用して海外球団への移籍を目指した。11月20日、Lamigoモンキーズは王との交渉権を日本ハムが獲得し、30日間の交渉期間に入る旨をチーム公式ウェブサイトで発表した。日本ハムによる落札金額は2億円と推定されている。ここまで獲得に興味を見せていなかった日本ハムが交渉権を獲得したことについて、台湾でも驚きの声が挙がっていた。これについて「情報の管理に気を付けながら、長期間にわたって複数の目で調査してきた」とGMの吉村浩はコメントした。

### 日本ハム時代

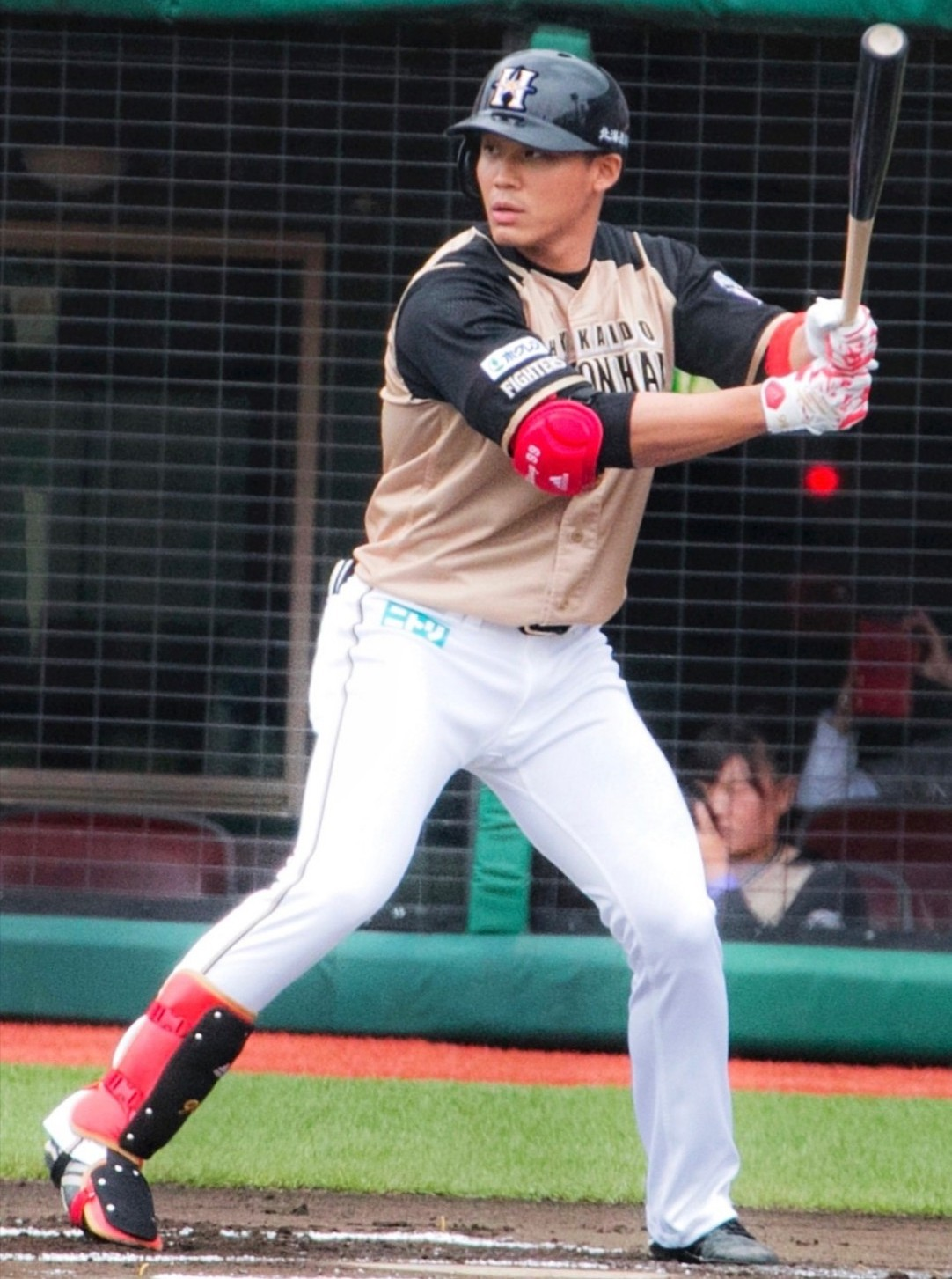
日本ハム時代
（2019年7月6日、楽天生命パーク宮城にて）

2018年12月7日に日本ハムと3年総額4億円＋出来高で契約合意が報じられた。誕生日が1993年9月9日ということもあり背番号は彼のラッキーナンバー9を希望していたが、既に中島卓也が着けていたため99となった。
2019年は、3月29日の開幕戦、対オリックス・バファローズ戦で5番・左翼手としてNPBデビューを果たした。6月14日の対読売ジャイアンツ戦の7回裏、高木京介から勝ち越しとなる2点本塁打を放つ。これが決勝点となり、高木京介にプロ初黒星を付けた本塁打となった。交流戦までは、3割前後の打率をキープしていたが、次第に怪我と不振に陥り、最終的には88試合で打率.255、3本塁打、35打点、OPS.647という成績で1年を終えた。オフには2019年限りで引退した田中賢介の推薦もあり、背番号が99から3へと変わった。また、11月に開催された第2回WBSCプレミア12のにチャイニーズタイペイ代表に選出された。
2020年は打撃不振により二軍降格を経験するなど、出場は52試合にとどまり、打率.207、2本塁打、9打点、OPS.585という低調な成績だった。
2021年は開幕を二軍で迎え、4月27日に一軍登録されると不振の中田翔や渡邉諒に代わりクリーンナップ（4番・5番）を任された。DHでの起用が中心ではあったが、前半戦は47試合に出場しチーム2位の6本塁打・26打点を記録した。後半戦が開幕した8月は月間打率.188・月間OPS.601と不調だったが、9月11日の対福岡ソフトバンクホークス戦ではNPB移籍後最多となる1試合5打点を記録した。この年のチームは極度の貧打に喘いでいたが、自身キャリアハイかつ球団2位となる9本塁打と48打点を記録した。11月7日に年俸7000万プラス出来高で残留することが発表された。
2022年は開幕一軍で迎えるも、打撃不振により4月11日に一軍登録を抹消される。7月16日に再昇格するも結果を残せず、さらに19日に新型コロナウイルス陽性判定を受けたことで一軍登録を抹消された。結局、15試合の出場で打率.063、0本塁打、0打点に終わり、9月30日に台湾へ帰国した。オフの10月31日に一度は退団が発表され、12月2日に自由契約公示されたが、その後同月5日に翌年の育成選手契約を締結した。背番号は199。
2023年は、7月29日までにイースタン・リーグで48試合に出場し、打率.221、6本塁打、7打点を記録して、同30日に支配下契約を結んだことが発表された。背番号は2019年以来となる99。
8月15日に一軍昇格を果たすと、翌16日のロッテ戦（エスコンフィールドHOKKAIDO）で「8番・指名打者」としてシーズン初出場し、2回裏の第1打席で、森遼大朗から2022年9月28日以来11か月ぶりの安打となる適時三塁打を記録。さらに、翌17日の同カードでは、3回裏の第1打席で、美馬学から2021年10月17日以来669日ぶりとなる本塁打を放った。その後も同23日の楽天戦（エスコンフィールド）では2打席連続適時打を放つなど、復帰後この試合まで打率.400（15打数6安打）、5打点を記録した。しかし、最終成績は20試合の出場で、打率.238（42打数10安打）、1本塁打、5打点に終わり、シーズン終了後の11月13日には退団が発表された。

### 台鋼時代
2023年8月10日には、台湾球界復帰時の契約権が、トレードにより新球団の台鋼ホークスに譲渡され、オフの12月8日に、台鋼への入団が決まった。

## 選手としての特徴

### 打撃
CPBL在籍時の成績の特徴として、三振の少なさが挙げられる。2017年、CPBLの規定打席に到達した打者として3位のK%「9.0%」と3位のBB/K「1.14」を記録した王はスラッガーとして極めて三振の取りにくい強打者である。本人公認の初球から打つタイプであり、2017年5月まで初球の通算打率は5割を超えていた。初球本塁打率もずば抜けているが、その一方2ストライク後の通算打率は2割未満となっていた。バットコントロールが巧みであり足が速く内野安打を得意とするが、2016年にCPBLでの盗塁数はリーグ2位であったにもかかわらず、CPBL通算盗塁成功率は65%程度でしかない。シーズン末に向けてどんどん調子を上げていくことが特徴であり、2年連続（2016年と2017年）で9月の月間MVPを受賞することで台湾当地では「九月大王」と呼ばれていた。CPBL時代には守備シフトを対戦相手に敷かれることがよくあり、また、本塁打性の打球を放った際に見せるバット投げは彼の代名詞でもあった。
トミー・クルーズの指導により球の内側を叩くことを意識するようになったという。Lamigoコーチの劉家豪は王の打撃について「バットの軌跡が短い」「スイングの為の準備が早い」「ピッチャーのリズムにつられない」ことが主な特徴だと述べ、監督の洪一中はLamigo入団1年目に当時のCPBL現役選手でコンパクトなスイングが一番速いのは王だと考えた。CPBL史上初となる3年連続の本塁打王に輝いた高國輝は「台湾のプロ野球界にはキレのあるボールを投げる強力なサウスポーは少ないので、王選手は抑えられませんよ」と分析し、清宮幸太郎は「（重心が）後ろに残るというか、全然前に出ないのにすごいスイングをする。学ぶところがある」と語った。

### 守備
呂明賜は、2018年10月に王の守備について、「判断、捕球の安定性、そして送球をもう少し向上させる必要があるが、日本で訓練を受けて経験を積めば徐々に改善できると思うので、それほど問題だとは考えていない」と語った。中信兄弟打撃コーチ在任中の2017年に、トミー・クルーズは王の守備を「やや慎重すぎて積極さに欠けるきらいがありますが、基本的な守備能力は備えています。コーチの指導さえあれば確かな成長は果たせますよ」と評した。また、監督の洪一中は「NPBと比較して、守備と送球に課題がある」「陽岱鋼と比べたら守備の差は結構大きい」と指摘。実際2016年にCPBLで400イニング以上出場した外野手としてやや低い守備Win Shares 1.73を記録した王の守備はセイバーメトリクス専門家にRank D+と評され、CPBL時代に3年連続ゴールデングラブ賞を受賞したものの、守備判断と送球技術に関しては日本移籍までずっと元プロ野球選手や監督などの専門家たちに疑問視されてきた。

## 人物・エピソード
- 憧れの打者として、ブライス・ハーパー[100]、柳田悠岐[2][91][100][101]、糸井嘉男[100]を挙げている。
- 一番対戦してみたい投手に菅野智之と大谷翔平[注 4][102]を挙げており、2021年6月6日に憧れの菅野から待望の本塁打を放っている[103]。
- CPBLオールスターゲーム2018のアトラクションとして行うスピードガンコンテストに出場、最速145km/hを記録している[104]。
- 涙もろい性格であり、U-21の韓国戦で逆転三塁打を打った時や[105]、2016年台湾プロ野球(CPBL)の年間表彰式で号泣している[106]。
- 好きな料理に魯肉飯、鹹酥雞、炙り物、鍋を挙げている[2]。
- Lamigo TVのオンライン番組である大應猿天團にゲスト出演した際、海外進出するなら日本かアメリカかと訊かれ「日本」と答えている[2]。
- 2021年6月5日の巨人戦のヒーローインタビューで、日本が新型コロナウイルスのワクチンを台湾に無償提供したことについて感謝の意を表明した[107]。

## 詳細情報

### 年度別打撃成績
| 年 度     | 球 団     | 試 合 | 打 席 | 打 数 | 得 点 | 安 打 | 二 塁 打 | 三 塁 打 | 本 塁 打 | 塁 打 | 打 点 | 盗 塁 | 盗 塁 死 | 犠 打 | 犠 飛 | 四 球 | 敬 遠 | 死 球 | 三 振 | 併 殺 打 | 打 率 | 出 塁 率 | 長 打 率 | O P S |
| --------- | --------- | ----- | ----- | ----- | ----- | ----- | -------- | -------- | -------- | ----- | ----- | ----- | -------- | ----- | ----- | ----- | ----- | ----- | ----- | -------- | ----- | -------- | -------- | ----- |
| 2015      | Lamigo    | 29    | 122   | 111   | 18    | 36    | 6        | 1        | 9        | 71    | 29    | 0     | 1        | 0     | 1     | 9     | 0     | 1     | 22    | 2        | .324  | .377     | .640     | 1.017 |
| 2016      | Lamigo    | 116   | 550   | 483   | 130   | 200   | 40       | 3        | 29       | 333   | 105   | 24    | 8        | 0     | 5     | 54    | 3     | 8     | 59    | 6        | .414  | .476     | .689     | 1.165 |
| 2017      | Lamigo    | 115   | 517   | 437   | 107   | 178   | 33       | 1        | 31       | 306   | 101   | 16    | 10       | 0     | 4     | 65    | 15    | 11    | 44    | 6        | .407  | .491     | .700     | 1.192 |
| 2018      | Lamigo    | 118   | 534   | 453   | 99    | 159   | 32       | 3        | 17       | 248   | 84    | 9     | 7        | 0     | 2     | 63    | 12    | 16    | 63    | 7        | .351  | .446     | .547     | .993  |
| 2019      | 日本ハム  | 88    | 340   | 306   | 18    | 78    | 13       | 0        | 3        | 100   | 35    | 1     | 0        | 0     | 3     | 25    | 1     | 6     | 65    | 6        | .255  | .321     | .327     | .647  |
| 2020      | 日本ハム  | 52    | 95    | 87    | 9     | 18    | 4        | 0        | 2        | 28    | 9     | 0     | 0        | 0     | 1     | 6     | 0     | 1     | 27    | 2        | .207  | .263     | .322     | .585  |
| 2021      | 日本ハム  | 95    | 283   | 252   | 22    | 61    | 20       | 0        | 9        | 108   | 48    | 1     | 0        | 0     | 1     | 25    | 0     | 5     | 70    | 4        | .242  | .322     | .429     | .750  |
| 2022      | 日本ハム  | 15    | 32    | 32    | 1     | 2     | 1        | 0        | 0        | 3     | 0     | 0     | 0        | 0     | 0     | 0     | 0     | 0     | 12    | 1        | .063  | .063     | .094     | .156  |
| 2023      | 日本ハム  | 20    | 45    | 42    | 5     | 10    | 0        | 1        | 1        | 15    | 5     | 0     | 0        | 0     | 0     | 3     | 0     | 0     | 16    | 1        | .238  | .289     | .357     | .646  |
| 2024      | 台鋼      | 110   | 478   | 403   | 53    | 113   | 25       | 2        | 6        | 160   | 60    | 13    | 3        | 0     | 5     | 61    | 1     | 9     | 86    | 10       | .280  | .383     | .397     | .780  |
| CPBL：5年 | CPBL：5年 | 488   | 2201  | 1887  | 407   | 686   | 136      | 10       | 92       | 1118  | 379   | 62    | 29       | 0     | 17    | 252   | 31    | 45    | 274   | 31       | .364  | .447     | .592     | 1.039 |
| NPB：5年  | NPB：5年  | 270   | 795   | 719   | 55    | 169   | 38       | 1        | 15       | 254   | 97    | 2     | 0        | 0     | 5     | 59    | 1     | 12    | 190   | 14       | .235  | .302     | .353     | .655  |

- 2024年度シーズン終了時
- 各年度の赤太字はリーグ歴代最高、太字はリーグ最高

### 年度別打撃成績所属リーグ内順位
| 年 度 | 年 齢 | リ ｜ グ   | 打 率 | 安 打 | 二 塁 打 | 三 塁 打 | 本 塁 打 | 打 点 | 盗 塁 | 出 塁 率 | 長 打 率 | O P S |
| ----- | ----- | ---------- | ----- | ----- | -------- | -------- | -------- | ----- | ----- | -------- | -------- | ----- |
| 2015  | 22    | CPBL       | -     | -     | -        | -        | -        | -     | -     | -        | -        | -     |
| 2016  | 23    | CPBL       | 1位   | 1位   | 1位      | 6位      | 4位      | 3位   | 2位   | 1位      | 2位      | 2位   |
| 2017  | 24    | CPBL       | 1位   | 1位   | 2位      | -        | 1位      | 1位   | 3位   | 1位      | 1位      | 1位   |
| 2018  | 25    | CPBL       | 4位   | 3位   | 2位      | 6位      | 4位      | 2位   | -     | 1位      | 3位      | 2位   |
| 2019  | 26    | パ・リーグ | -     | -     | -        | -        | -        | -     | -     | -        | -        | -     |
| 2020  | 27    | パ・リーグ | -     | -     | -        | -        | -        | -     | -     | -        | -        | -     |
| 2021  | 28    | パ・リーグ | -     | -     | -        | -        | -        | -     | -     | -        | -        | -     |
| 2022  | 29    | パ・リーグ | -     | -     | -        | -        | -        | -     | -     | -        | -        | -     |
| 2023  | 30    | パ・リーグ | -     | -     | -        | -        | -        | -     | -     | -        | -        | -     |
| 2024  | 31    | CPBL       | -     | -     | 2位      | -        | -        | 9位   | 7位   | 6位      | -        | -     |

- 「-」は10位未満（打率、出塁率、長打率、OPSは規定打席未到達の場合も「-」と表記）

### WBSCプレミア12での打撃成績
| 年 度 | 代 表                | 試 合 | 打 席 | 打 数 | 得 点 | 安 打 | 二 塁 打 | 三 塁 打 | 本 塁 打 | 塁 打 | 打 点 | 盗 塁 | 盗 塁 死 | 犠 打 | 犠 飛 | 四 球 | 敬 遠 | 死 球 | 三 振 | 併 殺 打 | 打 率 | 出 塁 率 | 長 打 率 | O P S |
| ----- | -------------------- | ----- | ----- | ----- | ----- | ----- | -------- | -------- | -------- | ----- | ----- | ----- | -------- | ----- | ----- | ----- | ----- | ----- | ----- | -------- | ----- | -------- | -------- | ----- |
| 2015  | チャイニーズタイペイ | 5     | 21    | 18    | 2     | 8     | 2        | 0        | 1        | 13    | 4     | 1     | 0        | 0     | 0     | 3     | 0     | 0     | 3     | 1        | .444  | .524     | .722     | 1.246 |
| 2019  | チャイニーズタイペイ | 6     | 25    | 21    | 2     | 3     | 0        | 0        | 0        | 3     | 0     | 0     | 0        | 0     | 0     | 3     | 0     | 1     | 9     | 0        | .143  | .280     | .143     | .423  |

### 年度別守備成績
| 年 度 | 球 団    | 外野  | 外野  | 外野  | 外野  | 外野  | 外野     | 一塁  | 一塁  | 一塁  | 一塁  | 一塁  | 一塁     |
| 年 度 | 球 団    | 試 合 | 刺 殺 | 補 殺 | 失 策 | 併 殺 | 守 備 率 | 試 合 | 刺 殺 | 補 殺 | 失 策 | 併 殺 | 守 備 率 |
| ----- | -------- | ----- | ----- | ----- | ----- | ----- | -------- | ----- | ----- | ----- | ----- | ----- | -------- |
| 2015  | Lamigo   | 29    | 54    | 4     | 1     | 1     | .983     | -     | -     | -     | -     | -     | -        |
| 2016  | Lamigo   | 114   | 223   | 6     | 3     | 0     | .987     | -     | -     | -     | -     | -     | -        |
| 2017  | Lamigo   | 113   | 250   | 4     | 1     | 0     | .996     | -     | -     | -     | -     | -     | -        |
| 2018  | Lamigo   | 116   | 262   | 2     | 3     | 0     | .989     | -     | -     | -     | -     | -     | -        |
| 2019  | 日本ハム | 51    | 93    | 1     | 0     | 0     | 1.000    | -     | -     | -     | -     | -     | -        |
| 2020  | 日本ハム | 17    | 16    | 1     | 0     | 0     | 1.000    | -     | -     | -     | -     | -     | -        |
| 2021  | 日本ハム | 13    | 19    | 0     | 0     | 0     | 1.000    | -     | -     | -     | -     | -     | -        |
| 2022  | 日本ハム | 4     | 3     | 0     | 0     | 0     | 1.000    | 4     | 25    | 3     | 0     | 0     | 1.000    |
| 2023  | 日本ハム | 1     | 0     | 0     | 0     | 0     | ----     | 1     | 0     | 1     | 0     | 0     | 1.000    |
| 2024  | 台鋼     | 100   | 209   | 0     | 4     | 0     | .981     | -     | -     | -     | -     | -     | -        |
| CPBL  | CPBL     | 472   | 998   | 16    | 12    | 1     | .988     | -     | -     | -     | -     | -     | -        |
| NPB   | NPB      | 86    | 131   | 2     | 0     | 0     | 1.000    | 5     | 25    | 4     | 0     | 0     | 1.000    |

- 2024年度シーズン終了時
- 太字年はゴールデングラブ賞受賞

### タイトル
CPBL
- 首位打者：2回（2016年 - 2017年）
- 最多本塁打（全塁打王）：1回（2017年）
- 最多打点（打点王）：1回（2017年）
- 最多安打（安打王）：2回（2016年 - 2017年）
- 最高出塁率：3回（2016年 - 2018年）

### 表彰
CPBL
- 最優秀選手：2回（2016年 - 2017年）
- 最優秀新人賞（2016年）
- ゴールデングラブ賞：3回（外野手部門：2016年 - 2018年）
- ベストナイン：3回（外野手部門：2016年 - 2018年）
- 月間MVP：3回（野手部門：2016年9月、2017年9・10月、2018年10月）
- 台湾シリーズ優秀選手（勝者）：1回（2015年）

国際大会
- アジア プロ野球チャンピオンシップ ベストナイン：1回（外野手：2017年）

### 記録

#### CPBL
初記録
- 初出場・初先発出場：2015年9月2日、対義大ライノズ33回戦（桃園国際野球場）、6番右翼手で先発出場
- 初打席：同上、2回裏に希克から投ゴロ
- 初安打：同上、8回裏に希克から中前安打
- 初打点：同上、9回裏に羅嘉仁から中適時二塁打
- 初本塁打：2015年9月4日、対統一ライオンズ31回戦（桃園国際野球場）、1回裏に潘威倫から右越本塁打
- 初盗塁：2016年3月29日、対中信兄弟2回戦（桃園国際野球場）、1回裏に二盗（投手：魔力、捕手：鄭達鴻）

その他の記録
- シーズン打率：.414（2016年）
- シーズン安打：200（2016年）
- シーズン得点：130（2016年）
- シーズン長打数：72（2016年）
- シーズン塁打数：333（2016年）
- オールスターゲーム出場：3回（2016年 - 2018年）

#### NPB
初記録
- 初出場・初先発出場：2019年3月29日、対オリックス・バファローズ1回戦（札幌ドーム）、5番・左翼手で先発出場
- 初打席：同上、2回裏に山岡泰輔から二ゴロ
- 初安打：2019年3月30日、対オリックス・バファローズ2回戦（札幌ドーム）、8回裏に澤田圭佑から右前安打
- 初打点：2019年3月31日、対オリックス・バファローズ3回戦（札幌ドーム）、5回裏に榊原翼から左前適時打
- 初盗塁：2019年4月5日、対埼玉西武ライオンズ1回戦（東京ドーム）、5回裏に二盗（投手：多和田真三郎 、捕手：森友哉）
- 初本塁打：2019年4月17日、対オリックス・バファローズ5回戦（京セラドーム大阪）、7回表に吉田一将から右中越2ラン

### 背番号
- 9（2015年 - 2018年、2024年 - 、2023年WBC）
- 99（2019年、2023年7月31日 - 同年終了）
- 3（2020年 - 2022年）
- 199（2023年 - 同年7月30日）
- 91（2015年プレミア12）

### 登場曲
- 「FLY OUT」兄弟本色 G.U.T.S（2019年）
- 「#thatPOWER feat.Justin Bieber」will.i.am（2020年）
- 「無名英雄 Stand Up Like A Taiwanese」滅火器 Fire EX.（2021年 - ）

### 代表歴
- 2013年東アジア競技大会野球チャイニーズタイペイ代表
- 2013 ワールドポート・トーナメント チャイニーズタイペイ代表
- 2014 21U 野球ワールドカップチャイニーズタイペイ代表
- 2014年アジア競技大会野球チャイニーズタイペイ代表
- 2014 ハーレムベースボールウィーク チャイニーズタイペイ代表
- 2015 夏季ユニバーシアード野球チャイニーズタイペイ代表
- 2015 WBSCプレミア12 チャイニーズタイペイ代表
- 2017 アジア プロ野球チャンピオンシップ チャイニーズタイペイ代表
- 2019 WBSCプレミア12 チャイニーズタイペイ代表
- 2023 ワールド・ベースボール・クラシック・チャイニーズタイペイ代表

## 関連情報

### 出演

#### CM
台湾
- フリトレー「ドリトス」（2017年）[110]